# Kéjutazás (film, 2001)
A Kéjutazás (eredeti cím: Joy Ride / Roadkill) 2001-ben bemutatott amerikai thriller, melyet J. J. Abrams és Clay Tarver forgatókönyvéből John Dahl rendezett. A főbb szerepekben Steve Zahn, Paul Walker és Leelee Sobieski látható.

## Cselekmény
Lewis Thomas (Paul Walker) egy egyetemi tanuló, UC Berkeley, Kaliforniában. Összepakol, hogy haza repüljön gólya évei végén és megkezdje a nyári szünetet. Arra törekszik hogy gyerekkori barátja, Venna (Leelee Sobieski), aki a Colorádói egyetemre jár, romantikusan érdeklődjön iránta, Lewis felajánlja neki hogy elviszi egy festői és kellemes kereszt úti utazásra, amivel ő lelkesen egyetért. Visszatéríti a repülőjegye árát és a pénzen vesz egy 1971-es Chrysler Newportot és keletre megy Colorádóba. Valaha felkészült hogy elmegy, anyja felhívja, és arra kérte hogy segítse ki a bajos bátyját Fullert (Steve Zahn), Salt Lake Cityben. Sok bosszúságot okozott Lewisnek, ám Fuller felkéri magát az utazásra.
A testvérek Wyoming határ közelében megállnak egy kamiontelepen, ahol Fuller vesz egy CB-rádiót mindössze 40 dollárért, hogy oldják a feszültséget és jót szórakozzanak az autóban. Több kamionossal beszélgetnek, más tettetett akcentussal. Amikor az egyik kamionos rövid beszédet tart, Fuller és Lewis kegyetlenül megtréfálja a titokzatos vezetőt, aki úgy azonosítja magát, hogy "Rozsdabarna" (Ted Levine). Lewis úgy tesz, mint ha egy vonzó fiatal szőke hajú nő lenne, akinek neve "Cunika", és létrehoz egy találkozót Rozsdabarnával a Table Rock-i Lone Star Motelben, ahol Lewis és Fuller töltik az éjszakát, és azt mondják neki, hogy hozzon egy üveg rózsaszínpezsgőt. Rozsdabarna látszólag beveszi a tréfát, és valóban azt hiszi, hogy Lewis egy nő. A 17-es szoba helyett, azt mondja neki, hogy a 18-ba jöjjön, ahol egy rendkívül ellenszenves és ingerlékeny üzletember (Kenneth White) vett ki szobát, aki bejelentkezéskor belekötött Fullerbe, illetve fajilag bántalmazta a Motel vezetőjét. A hideg és esős éjszakán, a testvérek várják Rozsdabarna érkezését, majd hamarosan meghallják hogy kopog a szomszéd ajtaján. Figyelnek és hallgatják az üzletember durva bántalmazásait és ordibálásait. A sokk ellenére, az egész éjszakát a szobájukban töltik.
Másnap reggel, a testvéreket megkérdőjelezi a helyi rendőrség, mivel az üzletembert brutálisan megtámadva és szörnyen megcsonkítva találták a szobájában, akinek az állkapcsát leszakították, de még életben van. Rozsdabarna eközben már könnyedén tudja elkerülni a hatóságokat, az ő anonimitását és kinyomozhatatlan természetét bevetve. Lewis felvállalja a rendőröknek a tréfát. Leszidják őket, de nem tartóztatják le, mivel nem követtek el bűncselekményt, így elrendelték, hogy másnapra hagyják el Wyominget. Visszafele út, ismét megszólal a CB-rádión Rozsdabarna és Cunika hollétét kérdezi. Lewis elmondja neki, hogy csak vicc volt minden, Rozsdabarna bocsánatkérést követel, de Fuller csak kiabál rá visszaélésszerűen és sértegeti őt. Rozsdabarna tesz egy megjegyzést, hogy meg kéne csináltatni a hátsó lámpát – Ezzel felfedve, hogy látja őket.
Rémülten, Lewis és Fuller amilyen gyorsan csak lehet a gázra lépnek, de látják h alig van benzin az autóban, végül találnak egy közeli benzinkutat és feltankolnak. Pár percre rá, egy jég-szállítós autó lép az állomásra. Meggyőződve a járművezetőről, hogy ő Rozsdabarna, így pánikolva elmenekülnek, de a jég-szállítós elkezdi őket hajszolni. Hamarosan felfedezik, hogy a vezető valójában Mr. Jones (Satch Huizenga), aki csak Lewis hitelkártyáját próbálta visszaadni, amit a benzinkútnál hagyott ott. E pillanatban, az igazi Rozsdabarna keresztül hajt a jeges autón. Egy újabb hajsza vette kezdetét, és amikor zsákutcába érnek, Rozsdabarna lassan ráhajt a kocsijukra, és az oldalára fordítja, végül Fuller meggyőző bocsánatot kér, és elmagyarázza hogy az egész csak egy éretlen tréfa volt. Rozsdabarna elfogadja a bocsánatkérést és elhajt, kijelentve tetteit, hogy ez is csak retorzió jellegű vicc.
A biztonság kedvéért a testvérek találkoznak Vennával Boulder, Colorádóban és az ő jövőbeli szobatársával, Charlotte-val (Jessica Bowman), majd visszavezetnek Nebraskába, ahol megállnak egy motelnál. Míg hárman eltöltik az éjszakát a motelban, felhívja Lewist Rozsdabarna, aki abban a hitben van, hogy hazudtak neki, mivel lány is van velük. Elmondja, hogy elrabolta Charlottet, és túszként fogva tartja. Ahhoz hogy megmentsék Lewisnak és Fullernak teljesen meztelenül be kell ülniük az egyik helyi étterembe, mivel Charlotte meggyilkolásával fenyegetőzik. Ezután megparancsolja, hogy menjenek el a Nebraskai határnál lévő kukoricásba, majd szálljanak ki, és gyalogoljanak 100 lábat (50 m), az autótól számolva. Váratlanul a hátuk mögött megjelenik a kamion, és elkezdenek menekülni a kukoricásba különválva, majd Rozsdabarna elrabolja Vennát, és megsemmisíti az autójukat, de előtte arra utasítja őket, hogy találkozzanak a legközelebbi motel 17 szobájába, és vigyenek rózsaszínpezsgőt. A srácok nem tudják hogy melyik motelbe kell menni, mivel több van a városban.
Ahogy Fuller és Lewis kétségbeesetten keresnek, Rozsdabarna ez idő alatt a padlóhoz szögeli Venna székét, és becelluxozza a száját, majd csapdát állítva, egy vezeték segítségével a puska ravaszát rögzíti, amely egyenesen a fejére céloz, és ha a szoba ajtaját akármikor kinyitják, megölik őt. Végül Fuller és Lewis megérkeznek a megfelelő motelbe, de észreveszik, hogy a 17-es szoba üresen áll. Rozsdabarna felhívja őket, és azt mondja, hogy a 18-as szobában tartózkodnak. Amíg Lewis szóval tartja, Fuller settenkedve hátra megy, majd meghallja tompán beszélni őt. Észreveszi Vennát az ablakon keresztül, de váratlanul megtámadja Rozsdabarna. Nehezen, de sikerül Lewisnak időben szólnia arról, hogy ne nyissa ki az ajtót, még mielőtt Vennát meggyilkolná. Rozsdabarna, felakasztja Fullert egy közeli kerítésre, és arra készül, hogy belehajt a kamionnal. Ám a megfelelő pillanatban megérkezik a rendőrség (Akit Rozsdabarna hívott, hogy bejelentsen három halottat) és miután Lewisnak sikerül megmentenie Vennát a shotgun golyójától, siet vissza Fullerhez, hogy Rozsdabarna ne gázoljon át rajta, majd időben félre tudja löki és a kamion a motel falába csapódik. A kamionban, véres hullát találnak a vezetőülésen és Charlottot megkötözve a padlón. Abban a hiszemben, hogy Rozsda meghalt, a három fiatal sérüléseit a mentők kezelik. Ebben a pillanatban megtudják, hogy az ártatlan Mr. Jones holtteste volt a kamionban, aki jeget szállított különböző cégeknek. Lewis, Fuller és Venna a CB-rádiót hallgatja a mentőautóban, ahogy Rozsdabarna rövid beszédet mondd, ezzel feltüntetve hogy megmenekült és életben van.
A film végén, Rozsdabarna jelmondatát hallhatjuk: „Szeretem a vihart, mindenkit otthon tart, mindent tisztára mos!”

## Szereplők
| Színész          | Szerep                  | Magyar hang         | Magyar hang        |
| Színész          | Szerep                  | 1. magyar változat  | 2. magyar változat |
| ---------------- | ----------------------- | ------------------- | ------------------ |
| Steve Zahn       | Fuller Thomas           | Anger Zsolt         | Boros Zoltán       |
| Paul Walker      | Lewis Thomas            | Welker Gábor        | Csőre Gábor        |
| Leelee Sobieski  | Venna Wilcox            | Zsigmond Tamara     | Mezei Kitty        |
| Jessica Bowman   | Charlotte Dawson        | Bálint Sugárka      |                    |
| Ted Levine       | Rozsda hangja           | Kránitz Lajos       | Melis Gábor        |
| Stuart Stone     | Danny, Lewis szobatársa | Kálloy Molnár Péter |                    |
| Brian Leckner    | Keeney rendőrtiszt      | Kapácsy Miklós      |                    |
| Jim Beaver       | Ritter seriff           | Végh Ferenc         | Varga Tamás        |
| Michael McCleery | Adkins rendőrtiszt      | Pálfai Péter        | Bácskai János      |
| Kenneth White    | Ronald Ellinghouse      | Kardos Gábor        | Uri István         |

## Fordítás
- Ez a szócikk részben vagy egészben  a   Joy Ride (2001 film) című angol Wikipédia-szócikk fordításán alapul.  Az eredeti cikk szerkesztőit annak laptörténete sorolja fel. Ez a jelzés csupán a megfogalmazás eredetét és a szerzői jogokat jelzi, nem szolgál a cikkben szereplő információk forrásmegjelöléseként.